# أخيلوصور

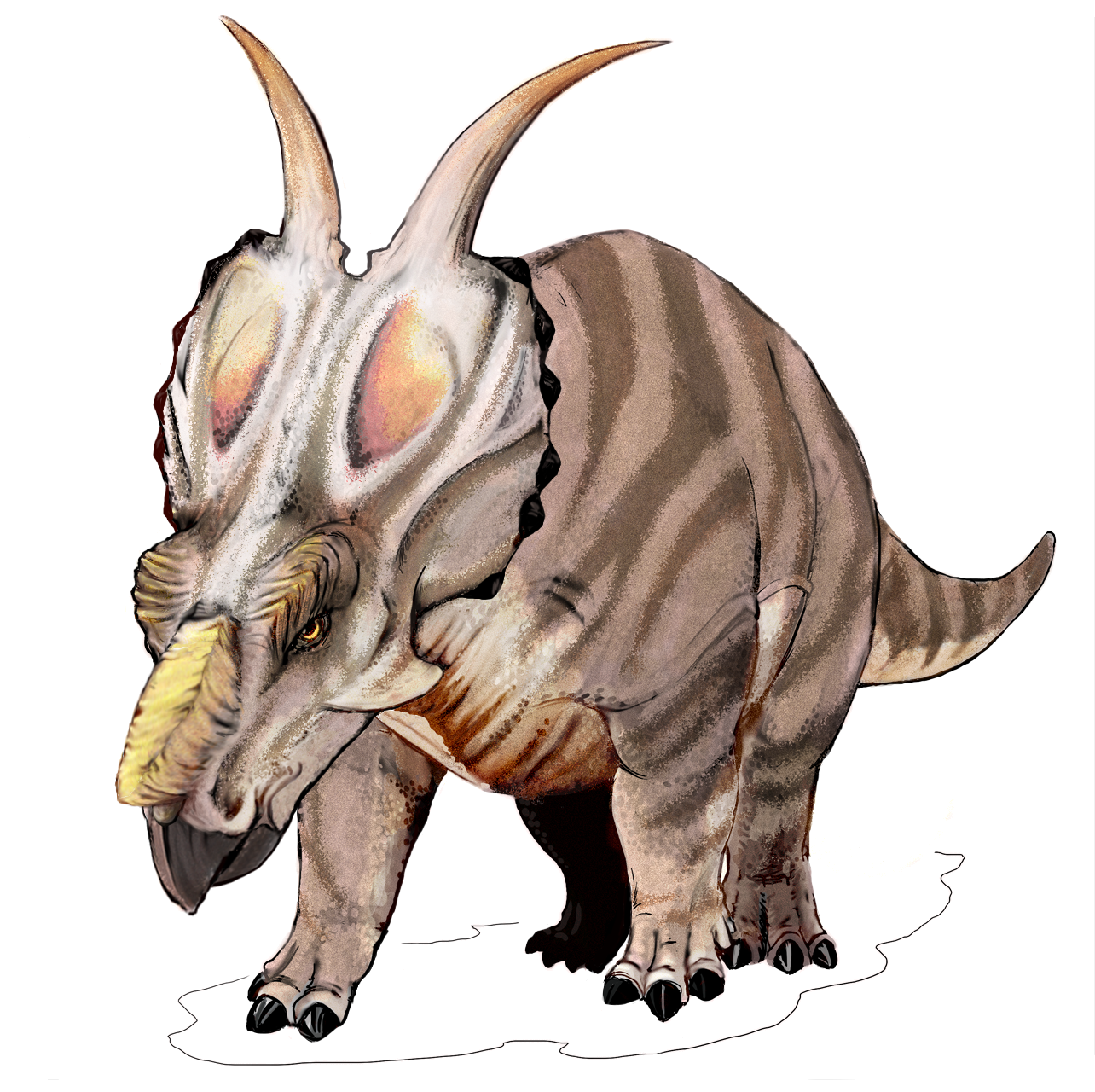
إعادة بناء اتشيلوصور

اتشيلوصور (بالإنجليزية: Achelousaurus)‏ هو ديناصور كبير آكل نباتات وقد كان يعيش في قارة اميركا الشمالية وهو من ذوات الأربع، وقد قال بعض العلماء انه ينحدر من سلالة Pachyrhinosaurus في الأصل. ولكنه انفصل عنهم ليستقل بفصيلة خاصه بهالطول: 20 قدم (6 أمتار) والارتفاع: 8 أقدامِ (2.7 م) والوزن غير محدد.